# Carlos Sánchez García
Carlos Sánchez García (Madrid, 19 de enero de 1978) es un futbolista español. Jugaba de portero, su último equipo fue el Club Deportivo Puerta Bonita de la Tercera División de España. 

## Trayectoria
Carlos Sánchez se formó en las categorías inferiores del Real Madrid. La temporada 1999-2000 fue el portero titular del Real Madrid C en Tercera División y la siguiente campaña lo fue del Real Madrid B en Segunda División B. La siguiente temporada las bajas de Íker Casillas y César Sánchez le dieron la oportunidad de debutar en Primera División. Fue el 23 de diciembre de 2001, en un partido ante el RCD Mallorca que terminó con empate a uno.
La siguiente alternó la titularidad en el filial con algunas convocatorias en el primer equipo y la campaña 2003/04 formó parte de la primera plantilla como segundo portero suplente, nuevamente sin llegar a ser alineado. A pesar de su presencia testimonial en el equipo madridista, durante esta etapa sumó varios títulos a su palmarés, entre ellos una Liga de Campeones de la UEFA, una Supercopa de Europa, un Copa Intercontinental, una liga española y una Supercopa de España.
La temporada 2004/05 fue cedido al Polideportivo Ejido de la Segunda División, donde tampoco gozó de oportunidades para jugar La siguiente campaña fue nuevamente cedido, esta vez a la UD Almería, donde sólo disputó tres encuentros.
El verano de 2006, tras desvincularse definitivamente del Real Madrid, fichó por el CD Castellón, también de la categoría de plata. En su primer año tampoco pudo hacerse con la titularidad y vio desde el banquillo todas las jornadas ligueras. En la temporada 2010/2011 se retiró Sin embargo, la temporada 2007/08 logró desbancar de la portería al veterano Javier Oliva, cuajando una destacada campaña en la que obtuvo el Trofeo Zamora como portero menos goleado de la categoría, tras encajar tan solo 27 goles en 33 partidos.
Desde 2013 hasta 2018 ejerció como entrenador de porteros del cuerpo técnico del Club Deportivo Leganés, con Asier Garitano a la cabeza.

## Clubes
| 1999/00                                            | Real Madrid C                | España | Tercera División             | -  | -  |   |   |   |   |
| 2000/01                                            | Real Madrid B                | España | Segunda División B           | 34 | -  |   |   |   |   |
| 2001/02                                            | Real Madrid B                | España | Segunda División B           | 32 | 25 |   |   | 6 | 7 |
| 2001/02                                            | Real Madrid                  | España | Primera División             | 1  | 1  | 1 | 0 |   |   |
| 2002/03                                            | Real Madrid B                | España | Segunda División B           | 25 | 26 |   |   |   |   |
| 2002/03                                            | Real Madrid                  | España | Primera División             | 0  | 0  | 0 | 0 |   |   |
| 2003/04                                            | Real Madrid                  | España | Primera División             | 0  | 0  | 0 | 0 |   |   |
| 2004/05                                            | Polideportivo Ejido          | España | Segunda División             | 5  | 7  | 1 | 4 |   |   |
| 2005/06                                            | UD Almería                   | España | Segunda División             | 3  | 5  | 0 | 0 |   |   |
| 2006/07                                            | CD Castellón                 | España | Segunda División             | 0  | 0  | 2 | 2 |   |   |
| 2007/08                                            | CD Castellón                 | España | Segunda División             | 33 | 27 | 0 | 0 |   |   |
| 2008/09                                            | CD Castellón                 | España | Segunda División             | 34 | 34 | 1 | 1 |   |   |
| 2009/10                                            | Club Deportivo Puerta Bonita | España | Tercera División (Grupo VII) | 34 | 34 | 1 | 1 |   |   |
|                                                    |                              |        | (en Segunda B)               | 91 | -  |   |   | 6 | 7 |
|                                                    |                              |        | (en Segunda)                 | 75 | 73 | 4 | 7 |   |   |
|                                                    |                              |        | (en Primera)                 | 1  | 1  | 1 | 0 |   |   |
| Actualizado 21 de junio de 2009 \| goles encajados |                              |        |                              |    |    |   |   |   |   |

## Palmarés

### Campeonatos nacionales
| Título              | Club        | País   | Año  |
| ------------------- | ----------- | ------ | ---- |
| Liga                | Real Madrid | España | 2003 |
| Supercopa de España | Real Madrid | España | 2003 |

### Campeonatos internacionales
| Título                       | Club        | País   | Año  |
| ---------------------------- | ----------- | ------ | ---- |
| Liga de Campeones de la UEFA | Real Madrid | España | 2002 |
| Supercopa de Europa          | Real Madrid | España | 2002 |
| Copa Intercontinental        | Real Madrid | España | 2002 |

### Distinciones individuales
| Distinción                        | Club                     | Año  |
| --------------------------------- | ------------------------ | ---- |
| Trofeo Zamora de Segunda División | Club Deportivo Castellón | 2008 |